# Stazione di Toneri-kōen
La stazione di Toneri-kōen (舎人公園駅?, Toneri-kōen-eki) è una stazione di Tokyo del people mover Nippori-Toneri liner. La stazione è stata aperta nel 2008 e si trova nel quartiere di Adachi.

## Linee
Toei
● Nippori-Toneri liner

## Struttura
La stazione si trova su viadotto, con due banchine isola e quattro binari passanti.
La stazione è anche utilizzata per il ricovero dei treni durante la pausa notturna dell'esercizio.
| 1-2 | ● Nippori-Toneri liner | per Minumadai-shinsuikōen |
| 3-4 | ● Nippori-Toneri liner | per Nippori               |

## Stazioni adiacenti
| «                    | Servizio             | »                    |
| Nippori-Toneri Liner | Nippori-Toneri Liner | Nippori-Toneri Liner |
| -------------------- | -------------------- | -------------------- |
| Yazaike              | -                    | Toneri               |